# Elisabeth von Spiegelberg
Elisabeth von Spiegelberg, connue à partir de 1265 et morte le 22 février 1308 à Zurich, est une abbesse suisse. Elle dirige l'abbaye du Fraumünster, et, de fait, Zurich, pendant 10 ans, de 1298 à sa mort.

## Biographie
Originaire d'une famille de barons de Thurgovie, elle est connue à Zurich à partir de 1265, quand elle mentionnée comme religieuse à l'abbaye du Fraumünster. Elle en devient abbesse en 1298 en succédant à Elisabeth von Wetzikon. 
Elle perd une partie des privilèges de l'abbaye en matière de pouvoir sur la ville de Zurich, notamment en devant faire juger certaines affaires devant trois chanoines dont elle ne nomme plus qu'un. Pendant son règne, une chapelle s'effondre.